# Antonius von Padua (Kirche und Kloster) Zakopane
Die katholische Kirche und Kloster des Heiligen Antonius in Zakopane (poln. Kościół i klasztor pw. św. Antoniego z Padwy w Zakopanem) wird von den Bernhardinern verwaltet. Der Orden erwarb 1893/1902 eine Villa im Zakopane-Stil als Ordenshaus. Das Kloster und die Kirche wurde 1958 umgebaut. 1976 übergab der Krakauer Kardinal Karol Wojtyła, der spätere Papst Johannes Paul II., den Bernhardinern die Pfarrei St. Antonius in Bystre.

## Geographische Lage
Die Kirche befindet sich im südlichen Zakopaner Stadtteil Bystra im Vortatragraben am Fuße der Tatra.